# Гарас Георгій Олексійович
Гео́ргій Олексі́йович Га́рас (27 лютого 1901, Вашківці — 31 січня 1972) — заслужений майстер народної творчості України, художник-орнаменталіст. Працював на основі буковинського орнаменту, за життя створив понад півтори тисячі візерунків. Серед робіт — схеми для вишивки традиційних ужиткових речей (рушники, обруси, сорочки, подушки тощо), ескізи листівок, вітальних адресних папок тощо. Значний доробок - колекція вишитих предметів побуту за орнаментами чоловіка - виконала його дружина, Євдокія Гарас. 
Наразі у м. Вашківці, Вижницького району Чернівецької області, діє музей-садиба Георгія Гараса, якою опікуються нащадки п. Євдокії. В ній у декількох світлицях експонуються оригінальні ескізи митця та роботи його дружини. 
Ім'я Гараса носить мистецький Фонд імені Георгія Гараса.

## Творчість
Творчість Гараса висвітлена в наступних збірках: 
1. Георгій Гарас. Майстри народного мистецтва (1970, з наступним перевиданням у 1972, 1974 рр
2. «Світ української вишивки. Феномен Георгія Гараса» (2008 р.)
3. Євдокія Антонюк-Гаврищук. Вічні скарби Георгія Гараса (2011 р.)